# Pedro Gomes Teixeira

Pedro Gomes Teixeira.

Pedro Gomes Teixeira (São Cosmado, 1853 — Lisboa, 29 de julho de 1922) foi um engenheiro militar do Exército Português, onde atingiu o posto de coronel, e político. Entre outras funções de relevo, foi ministro do Interior entre janeiro e maio de 1915, no governo do general Pimenta de Castro. Foi irmão do insigne matemático português, Francisco Gomes Teixeira, também natural da freguesia de São Cosmado. Esteve ligado ao desenvolvimento de um modelo de torpedo fixo, testado frente a Paço de Arcos em Setembro de 1910, com a presença do rei D. Manuel II de Portugal.